# ビル・L・ノートン
ビル・L・ノートン（Bill L. Norton）は、アメリカ合衆国の映画監督。

## 作品
- ザ・ユニット4 米軍極秘部隊
- ザ・ユニット3 米軍極秘部隊
- ザ・ユニット2米軍極秘部隊
- ザ・ユニット 米軍極秘部隊
- バフィー～恋する十字架～ シーズン6
- 情熱の迷走
- ヴァイラスＸ
- 悪女は美しい…
- チャット・ルーム／インターネット美少女誘拐事件
- 薔薇の誘惑
- マザーズ・マーダー／ママが殺される！暴力義父に娘の悲鳴
- ＴＨＥＭ ゼム
- ヘラクレス／魔境の女戦士
- 地獄のプリズナー/狙われた美人教師
- ハード・ハンター
- グッドラック・サイゴン
- バック・トゥ・ザ・ビーチ
- ベトナム1967
- ＮＡＭ／地獄の突破口
- ハートビートで追いかけて
- 恐竜伝説ベイビー
- 爆笑!?恋のABC体験
- アメリカン・グラフィティ2
- コンボイ
- アウトローブルース
- ショック！生きていた怪獣ガーゴイルズ